# Purificación
Purificación è un comune della Colombia facente parte del dipartimento di Tolima. 
L'abitato venne fondato da Diego Ospina y Maldonado nel 1663.